# Breganze
Breganze är en ort och kommun i provinsen Vicenza i regionen Veneto i Italien. Kommunen hade 8 610 invånare (2018).